# Chaîne de désintégration

Différents modes de désintégration radioactive : radioactivités α, β– et β+, capture électronique (ε), émission de neutron (n) et émission de proton (p). N et Z sont le nombre de neutrons et le nombre de protons des noyaux considérés.

Une chaîne de désintégration, ou chaîne radioactive, ou série radioactive, ou désintégration en cascade, ou encore filiation radioactive, est une succession de désintégrations d'un radioisotope jusqu'à un élément chimique dont le noyau atomique est stable (par conséquent non radioactif), généralement le plomb (Pb), élément le plus lourd possédant des isotopes stables.
Dans une chaîne de désintégration, le noyau instable appelé « père » atteint ainsi la stabilité par une succession de désintégrations. Chaque étape est caractérisée par un état intermédiaire correspondant à un radionucléide appelé « fils » de l'élément père.

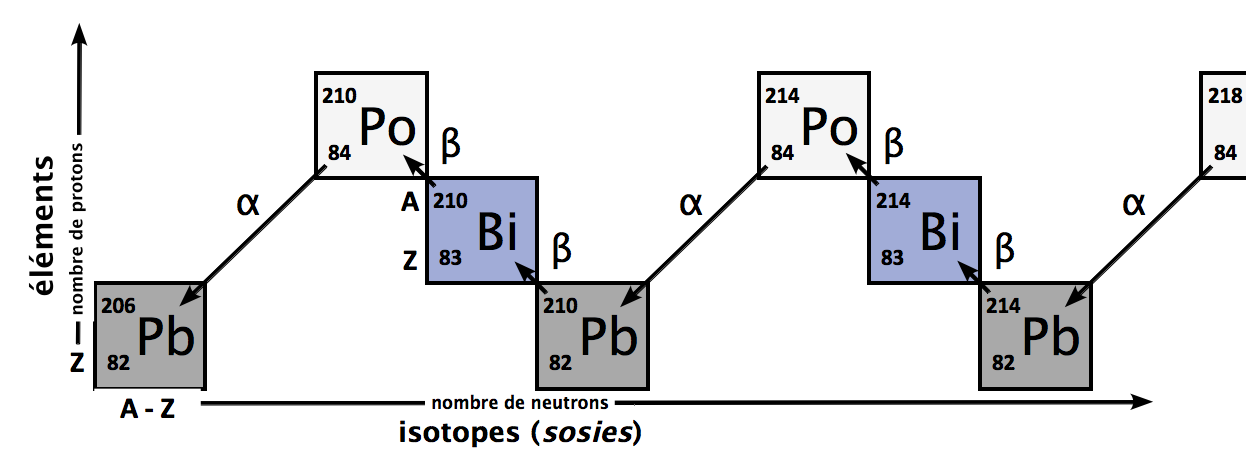
Une partie d'une chaîne de désintégration, aboutissant à un isotope stable, le plomb 206.

## Généralités

### Chaîne de désintégration
Lors d'une désintégration, l'élément radioactif se transforme en un autre élément appelé produit de désintégration.  Une désintégration peut être représentée graphiquement par un schéma de désintégration, particulièrement utile lorsque la désintégration peut présenter des variantes complexes. Ce produit de désintégration est généralement lui-même radioactif, et sa propre désintégration conduira à un troisième élément, et ainsi de suite. De proche en proche, le noyau radioactif perd ses nucléons en excès (par la radioactivité alpha) ou ses neutrons en excès (par radioactivité bêta), jusqu'à atteindre une configuration stable non radioactive, correspondant le plus souvent à un atome de plomb.
La chaîne de désintégration désigne cette série de radioisotopes, qui fait passer de la tête de série (un atome d'uranium ou de thorium, pour les éléments minéralogiques) jusqu'à l'élément stable, à travers tous les descendants successifs.
Il y a deux grands types de chaînes de désintégration. Celles des éléments lourds, de poids atomique supérieur au plomb, sont relativement lentes et comprennent des éléments subissant une désintégration alpha. Celles des produits de fission sont beaucoup plus rapides ; elles perdent des neutrons en excès généralement via des désintégrations bêta (et parfois par l'émission d'un neutron).
Par ailleurs, pour certains éléments, il peut se produire spontanément non pas une désintégration, mais une fission nucléaire, à l'origine de plusieurs chaînes de désintégration. Par exemple, l'uranium 235 se transforme dans une très faible proportion en deux produits de fission en émettant quelques neutrons. Un autre exemple est constitué par le californium 252, pour lequel le taux de fission spontanée est d'environ 3 %. Cette fission spontanée ne conduit pas à des produits dans la chaîne de désintégration.

### Radioactivité globale d'un minerai

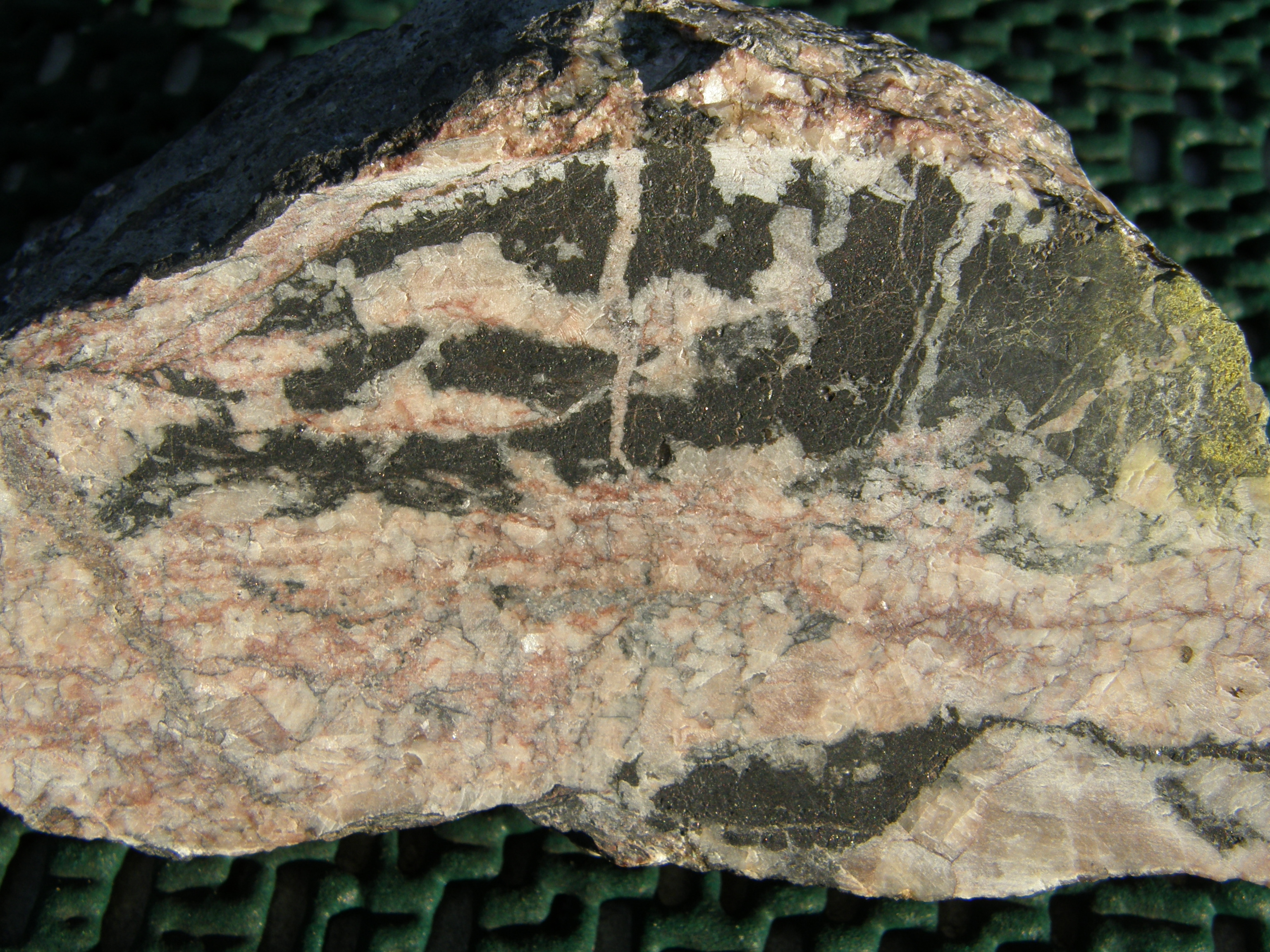
Minerai d'uranium (pechblende dans de la dolomite).

Seuls les radionucléides dont la demi-vie se compte en millions d'années peuvent faire l'objet d'une minéralisation. Un tel élément « père » domine la chaîne en termes de composition chimique, et constitue le début de la chaîne de désintégration.
Lors de son dépôt, l'élément est généralement isolé ; mais au fur et à mesure de sa désintégration, les produits de désintégration successifs vont lentement apparaître, et se désintégrer rapidement à leur tour pour donner place à leurs propres descendants.
L'énergie de désintégration se traduit par de l'énergie cinétique et un léger déplacement de l'atome (de l'ordre de quelques dizaines de nanomètres), qui reste généralement piégé dans son minerai d'origine. Cependant, l'atome proche des joints peut être libéré, et ceux dont la demi-vie est supérieure à quelques jours peuvent avoir le temps de diffuser dans le flux hydrogéologique local. Dans le cas du radon, qui est un gaz noble, la diffusion peut être beaucoup plus rapide et peut être aérienne, ce qui peut entraîner un risque radiologique si de très fortes concentrations sont atteintes.
À l'échelle des temps géologiques, la chaîne tend rapidement vers l'équilibre séculaire : à chaque étape, il se détruit autant de radionucléide (par sa propre désintégration spontanée) qu'il s'en produit (par la désintégration de l'élément amont). En amont de la chaîne, tant que l'âge géologique n'atteint pas l'ordre de grandeur de sa demi-vie, l'élément « père » reste sensiblement constant dans la composition minéralogique ; les descendants sont présents à l'état de trace dans des proportions constantes. En fin de chaîne, l'élément stable (ou quasi stable) s'accumule au fil du temps (ce qui permet généralement de dater la formation du minéral).
L'activité d'un radionucléide étant inversement proportionnelle à sa durée de vie, chaque maillon de la chaîne a la même contribution pour ce qui est du nombre de désintégrations par seconde (becquerel), mais le nombre d'atomes d'un descendant dans le minerai est alors pratiquement proportionnel à sa demi-vie. Ainsi, accompagnant de l'uranium 238 (4 500 × 106 ans), on trouve toujours à l'équilibre dynamique une faible proportion de son descendant l'uranium 234 (0,25 × 106 ans) dans une proportion de 0,25/4 500=0,0056 %.
L'activité globale d'une chaîne de désintégration à l'équilibre est celle de son maillon dominant, multipliée par le nombre d'étapes de la chaîne. En particulier, pour un minerai d'uranium (majoritairement 238U), la radioactivité due au radon est du même niveau que celle due à l'uranium proprement dit, c'est-à-dire 7 % de la radioactivité globale (parce que la chaîne de désintégration a quatorze étapes).
Ainsi dans un minerai contenant 1 kg d'uranium (uranium 234 compris), la proportion atomique totale des 12 descendants émetteurs alpha autres que l'uranium 234 vaut environ 1,735 × 10-5 (~0,0017 %) ce qui demeure très faible. L'activité alpha totale d'un minerai d'uranium contenant 1 kg d'uranium naturel ressort à 102,74 MBq.

### Désintégrations simples
C'est une propriété assez remarquable des corps radioactifs dont la période est supérieure à quelques minutes de n'émettre aucun neutron ni proton, qui sont pourtant les nucléons de base constitutifs des noyaux des atomes, mais uniquement, en ce qui concerne les particules, des électrons ou des particules alpha (4 nucléons), accompagnés généralement d'un rayonnement électromagnétique (rayonnement gamma) s'il y a réarrangement concomitant du cortège électronique autour du noyau. Il est en effet plus « économique » au sens énergétique du terme et efficace pour le noyau en excès de neutron d'éjecter un électron plutôt qu'un neutron. De même pour le noyau en excès de protons, l'éjection d'un positron plutôt qu'un proton lui permet de rallier la stabilité de façon plus efficace.
On ne rencontre donc que trois modes de désintégration pour ces éléments lourds :
- Le rayonnement α consiste en l'émission d'un noyau d'hélium, constitué de deux neutrons et deux protons ;
- Le rayonnement β− consiste en l'émission d'un électron (chargé négativement) ;
- Le rayonnement β+ par celle d'un positron (ou antiélectron, chargé positivement).

Il découle de cela le fait que les transformations des corps radioactifs non émetteurs alpha de période supérieure à quelques minutes s'effectuent uniquement suivant la diagonale {\displaystyle N-Z=constante} dans la table des isotopes.
En outre, sur ces trois formes de radioactivité, les deux dernières ne font pas varier le nombre de nucléons. Un corps radioactif peut voir son nombre de nucléons changer/diminuer uniquement par groupe de quatre nucléons en émettant une particule alpha (un noyau d'hélium).

Quatre chaînes de désintégration : thorium, radium, actinium et neptunium.

Pratiquement toutes les désintégrations radioactives d'éléments lourds conduiront à un radionucléide dont le nombre de nucléons reste constant modulo quatre, compte tenu du mode de décroissance des actinides : la radioactivité α fait perdre quatre nucléons, tandis que la radioactivité β− (et le cas échéant, la radioactivité β+) ne modifie pas le nombre de nucléons. Pour cette raison, il n'y a que quatre chaînes de désintégration.
Trois de ces chaînes se rencontrent dans la nature : celles de l'uranium 235, de l'uranium 238, et du thorium 232. La quatrième chaîne, celle du neptunium 237, a disparu lors des premiers âges de la Terre, et ne comporte que des radionucléides artificiels.
Ces chaînes se prolongent en amont par les actinides artificiels transuraniens, plus lourds et plus instables.

## Famille 4n+0 du thorium 232

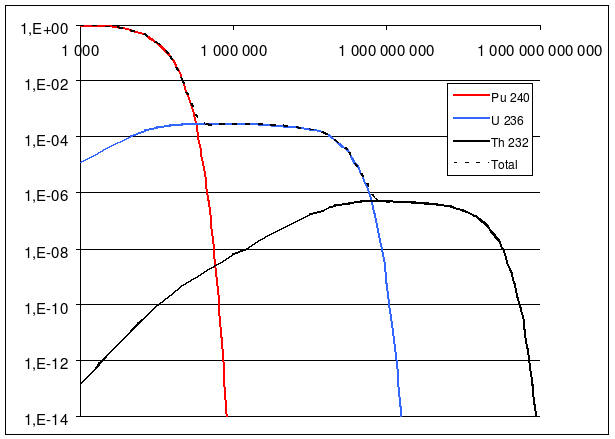
transformation du ^{240}Pu en ^{236}U puis en ^{232}Th.

Le plutonium 240 est produit en réacteur à partir du plutonium 239, par capture neutronique. La proportion de plutonium 240 dans les produits d'activation de l'uranium sera d'autant plus élevée qu'il aura subi une irradiation prolongée en réacteur. À long terme, la radioactivité du plutonium 240 est dominée d'abord par l'uranium 236, et à échelle de temps géologique, par le thorium 232, quasiment stable (il est présent dans l'écorce terrestre en quantité quatre fois plus importante que l'uranium).
Le plutonium 244 est le plus stable des isotopes du plutonium, mais il n'est pas produit en réacteur en quantités significatives. La présence du plutonium 244 pendant la formation du Système solaire (radioactivité éteinte) est attestée par l'observation de traces de fission spécifiques dans les échantillons anciens (dans les météorites, notamment), et repérable dans la composition isotopique du xénon d'échantillons similaires.
| Élément chimique    | Élément chimique | Rayonnement            | Observable en spectrométrie {\displaystyle \gamma } | Demi-vie      |
| ------------------- | ---------------- | ---------------------- | --------------------------------------------------- | ------------- |
| Plutonium 244       | 244Pu            | Radioactivité α        | non                                                 | 80 × 106 a    |
| Uranium 240         | 240U             | Radioactivité β−       | difficilement (I < 1,1 %)                           | 14,1 h        |
| Neptunium 240       | 240Np            | Radioactivité β−       | oui (plusieurs raies intenses)                      | 62 min        |
| Plutonium 240       | 240Pu            | Radioactivité α        | presque impossible                                  | 6 560 a       |
| Uranium 236         | 236U             | Radioactivité α        | presque impossible                                  | 23,42 × 106 a |
| Thorium 232         | 232Th            | Radioactivité α        | difficilement (I < 0,3 %)                           | 14,05 × 109 a |
| Radium 228          | 228Ra            | Radioactivité β−       | presque impossible                                  | 5,75 a        |
| Actinium 228        | 228Ac            | Radioactivité β−       | oui (plusieurs raies intenses)                      | 6,15 h        |
| Thorium 228         | 228Th            | Radioactivité α        | difficilement                                       | 1,9 a         |
| Radium 224          | 224Ra            | Radioactivité α        | oui (raie 4,1 % à 241 keV)                          | 3,63 j        |
| Radon 220 (Thoron)  | 220Rn            | Radioactivité α        | difficilement                                       | 55,6 s        |
| Polonium 216        | 216Po            | Radioactivité α        | presque impossible                                  | 0,145 s       |
| Plomb 212           | 212Pb            | Radioactivité β−       | oui (raie 43,6 % à 238,6 keV)                       | 10,64 h       |
| Bismuth 212         | 212Bi            | β− 64,06 % ; α 35,94 % | oui                                                 | 60,55 min     |
| → β− : Polonium 212 | 212Po            | α : 208Pb              | non                                                 | 0,3 μs        |
| → α : Thallium 208  | 208Tl            | β− : 208Pb             | oui                                                 | 3,053 min     |
| Plomb 208           | 208Pb            | Stable                 |                                                     |               |

Famille radioactive du thorium.

Le 212Bi se désintègre en 212Po par radioactivité β− dans 64 % des cas et en 208Tl par radioactivité alpha dans 36 % des cas.
Aucun des descendants du thorium 232 (le seul isotope primordial de cette chaîne) n'a de demi-vie très élevée. Ainsi, la proportion atomique totale des 6 descendants émetteurs alpha du thorium dans le minerai apparait très faible, à peine 8,54 × 10-11. L'activité alpha d'un minerai de thorium contenant 1 kg de thorium 232 vaut six fois celle du thorium 232 pur, soit sensiblement 24,34 MBq. L'activité bêta est du même ordre.
Certains de ses descendants émettent un rayonnement gamma de très grande énergie, comme le radium 224 (0,24 MeV), le radon 220 (0,54 MeV), le bismuth 212 (0,78 MeV) et surtout le thallium 208 (2,6 MeV).
En outre, les résidus miniers dont a été extrait le thorium cessent rapidement d'être significativement radioactifs, contrairement au cas des résidus radifères de l'uranium.

## Famille 4n+1 du neptunium 237

Famille radioactive du neptunium.

Cette série est entièrement artificielle. La durée de vie de cette série est insuffisante pour que l'on en trouve des traces minéralogiques. Les radioisotopes correspondants n'ont été isolés qu'après l'invention du réacteur nucléaire, et n'ont donc pas de désignation historique.
Le plutonium 241 est un isotope fissile, mais rarement utilisé séparément en raison de la difficulté à le produire en grande quantité, du coût élevé de sa production, de sa demi-vie brève, et de sa radioactivité plus élevée que celle du plutonium 239. Le plutonium 241 possède un descendant radiotoxique, l'américium 241, qui, s'il s'accumule dans les tissus, en particulier les reins et les os, y crée un danger semblable à celui du plutonium.
À plus long terme (échelle du millénaire) la radioactivité du plutonium 241 est dominée par son descendant le neptunium 237, dont la demi-vie est de 2 millions d'années.
| Élément chimique | Élément chimique | Rayonnement     | Observable en spectrométrie {\displaystyle \gamma } | Demi-vie     |
| ---------------- | ---------------- | --------------- | --------------------------------------------------- | ------------ |
| Plutonium 241    | 241Pu            | Radioactivité β | non                                                 | 14,4 a       |
| Américium 241    | 241Am            | Radioactivité α | difficilement (E < 60 keV)                          | 432,7 a      |
| Neptunium 237    | 237Np            | Radioactivité α | difficilement (E < 100 keV)                         | 2 140 000 a  |
| Protactinium 233 | 233Pa            | Radioactivité β | oui (raie 38,3 % à 311,9 keV)                       | 27 j         |
| Uranium 233      | 233U             | Radioactivité α | presque impossible                                  | 159 000 a    |
| Thorium 229      | 229Th            | Radioactivité α | non                                                 | 7 340 a      |
| Radium 225 \|    | 225Ra            | Radioactivité β | difficilement (E = 40,1 keV)                        | 14,9 j       |
| Actinium 225     | 225Ac            | Radioactivité α | raies d'intensité < 1 %                             | 10 j         |
| Francium 221     | 221Fr            | Radioactivité α | oui (raie 11,4 % à 218,1 keV)                       | 4,8 min      |
| Astate 217       | 217At            | Radioactivité α | presque impossible                                  | 32 ms        |
| Bismuth 213      | 213Bi            | Radioactivité α | oui (raie 26,1 % à 440,4 keV)                       | 46,5 min     |
| Thallium 209     | 209Tl            | Radioactivité β | oui                                                 | 2,2 min      |
| Plomb 209        | 209Pb            | Radioactivité β | non                                                 | 3,25 h       |
| Bismuth 209      | 209Bi            | Radioactivité α | non                                                 | ~19 × 1018 a |
| Thallium 205     | 205Tl            | stable          |                                                     |              |

## Famille 4n+2 de l'uranium 238
L'uranium 238 est l'isotope d'uranium qui représente en abondance plus de 99,2743 % de l'uranium naturel, il se désintègre naturellement en plomb 206, stable et non radioactif.
Le plutonium 238, qui est utilisé comme source de chaleur dans les générateurs thermoélectriques à radioisotope, se rattache directement à cette chaîne de désintégration par désintégration α, en produisant de l'uranium 234 (l'uranium 238 atteint 234U par deux désintégrations β-). Son énergie de désintégration est de 5,593 MeV, sa puissance spécifique d'environ 567 W/kg et sa période radioactive de 87,74 ans.
| Élément chimique | Élément chimique | Rayonnement     | Observable en spectrométrie {\displaystyle \gamma } | Demi-vie        |
| ---------------- | ---------------- | --------------- | --------------------------------------------------- | --------------- |
| Plutonium 242    | 242Pu            | Radioactivité α | presque impossible                                  | 373 000 a       |
| Uranium 238      | 238U             | Radioactivité α | presque impossible                                  | 4,468 8 × 109 a |
| Thorium 234      | 234Th            | Radioactivité β | raies < 4 % en intensité et à 120 keV en énergie    | 24 j            |
| Protactinium 234 | 234Pa            | Radioactivité β | oui (plusieurs raies intenses)                      | 1,2 min         |
| Uranium 234      | 234U             | Radioactivité α | presque impossible                                  | 245 000 a       |
| Thorium 230      | 230Th            | Radioactivité α | difficilement (intensité < 0,4 %)                   | 75 000 a        |
| Radium 226       | 226Ra            | Radioactivité α | oui (raie 3,55 % à 186,2 keV)                       | 1 602 a         |
| Radon 222        | 222Rn            | Radioactivité α | très difficile ( I < 0,1 %)                         | 3,8 j           |
| Polonium 218     | 218Po            | Radioactivité α | presque impossible (I < 0,01 %)                     | 3 min           |
| Plomb 214        | 214Pb            | Radioactivité β | oui (plusieurs raies intenses)                      | 27 min          |
| Bismuth 214      | 214Bi            | Radioactivité β | oui (plusieurs raies intenses)                      | 20 min          |
| Polonium 214     | 214Po            | Radioactivité α | presque impossible (I = 0,0104 % )                  | 160 μs          |
| Plomb 210        | 210Pb            | Radioactivité β | difficilement (énergie < 50 keV)                    | 22,3 a          |
| Bismuth 210      | 210Bi            | Radioactivité β | non                                                 | 5 j             |
| Polonium 210     | 210Po            | Radioactivité α | presque impossible (l = 0,001 %)                    | 138,376 j       |
| Plomb 206        | 206Pb            | stable          |                                                     |                 |

Chaîne de désintégration de l'uranium 238.

La longue demi-vie de l'uranium 238 explique qu'on en trouve encore sur Terre à l'état naturel ; environ la moitié de la quantité « initiale » (à la formation de la Terre) de cet isotope de l'uranium s'étant transformée en plomb.
Trois descendants de l'uranium 238 ont une demi-vie significative (uranium 234, thorium 230 et radium 226), auxquels dans les minerais d'uranium se joint le protactinium 231, descendant de l'uranium 235.
Les diverticules de la chaîne sont négligeables :
- le polonium 218 présente une radioactivité bêta dans 0,02 % des cas ;
- le bismuth 214 présente une radioactivité alpha dans 0,02 % des cas ;
- le plomb 210 présente une radioactivité alpha dans 0,02 ppm des cas ;
- le bismuth 210 présente une radioactivité alpha dans 1,3 ppm des cas.

## Famille 4n+3 de l'uranium 235

Famille radioactive de l'actinium.

Le plutonium 239 est un métal lourd artificiel, utilisé pour fabriquer des têtes nucléaires et du combustible MOX. Le plutonium 239 est aussi contenu dans certains déchets radioactifs, il est cependant difficile à détecter.
Il se désintègre dans sa première étape en uranium 235, qui est 30 000 fois moins radioactif que lui : en première approximation, le plutonium 239 se convertit en uranium 235 qui est un élément fissile et présent à raison de 0,7202 % de l'uranium à l'état naturel. La chaîne de désintégration du plutonium 239 se confond ensuite avec celle de l'uranium 235. Une chaîne de désintégration simplifiée du plutonium 239 est illustrée ci-dessous.
| Élément chimique | Élément chimique | Rayonnement     | Observable en spectrométrie {\displaystyle \gamma } | Demi-vie      |
| ---------------- | ---------------- | --------------- | --------------------------------------------------- | ------------- |
| Plutonium 239    | 239Pu            | Radioactivité α | non                                                 | 24 110 a      |
| Uranium 235      | 235U             | Radioactivité α | oui (plusieurs raies intenses)                      | 7,038 × 108 a |
| Thorium 231      | 231Th            | Radioactivité β | difficilement (raies < 100 keV)                     | 25,2 h        |
| Protactinium 231 | 231Pa            | Radioactivité α | oui                                                 | 32 700 a      |
| Actinium 227     | 227Ac            | Radioactivité β | non                                                 | 21,8 a        |
| Thorium 227      | 227Th            | Radioactivité α | oui                                                 | 18,72 j       |
| Radium 223       | 223Ra            | Radioactivité α | oui                                                 | 11,43 j       |
| Radon 219        | 219Rn            | Radioactivité α | oui                                                 | 3,96 s        |
| Polonium 215     | 215Po            | Radioactivité α | presque impossible (I = 0,058 %)                    | 1,78 ms       |
| Plomb 211        | 211Pb            | Radioactivité β | oui                                                 | 36,1 min      |
| Bismuth 211      | 211Bi            | Radioactivité α | oui (I = 13 %, E = 351 keV)                         | 2,15 min      |
| Thallium 207     | 207Tl            | Radioactivité β | difficilement (I < 0,3 %)                           | 4,77 min      |
| Plomb 207        | 207Pb            | stable          |                                                     |               |

Cette chaîne présente trois diverticules où les désintégrations successives α et β− sont inversées :
- L'actinium 227 subit une radioactivité α dans 1,38 % des cas, conduisant au francium 223. 
 Celui-ci, très radioactif (de période ~22 minutes), se désintègre majoritairement (à 99,994 %) par une désintégration β−, conduisant au radium 223 de la branche principale. 
 Dans 0,006 % des cas, le francium subit une désintégration α conduisant à l'astate 219. Celui-ci se désintègre avec une demi-vie de 56 s. 
 Une minorité (~3 %) des désintégrations de l'astate 219 se fait en β−, rejoignant la branche principale sur le radon 219. 
 Le reste (~97 %) subit une désintégration α, conduisant au bismuth 215. Ce dernier se désintègre à 100 % en polonium 215, rejoignant la branche principale.
- Le polonium 215 subit une radioactivité β− dans 0,00023 % des cas, conduisant à l'astate 215. 
 Celui-ci, très instable (une demi-vie de 0,1 ms), subit une désintégration α qui lui fait rejoindre la branche principale sur le bismuth 211.
- Le bismuth 211 subit une désintégration β− dans 0,276 % des cas, conduisant au polonium 211, (d'une demi-vie de 0,516 s). Ce dernier se désintègre en plomb 207, stable, par une décroissance α.

## Chaîne de désintégration des produits de fission
Dans la mesure où l'élément fissile initial a une plus grande proportion de neutrons que les atomes plus légers, les produits de fission résultant d'une fission nucléaire ont généralement un fort excès de neutrons par rapport à ce que serait l'élément stable de même poids atomique. De ce fait, ils subissent une série de désintégrations béta, chacune convertissant un neutron en un proton au prix de l'émission d'un électron. Partant d'une situation fortement hors équilibre, les premières désintégrations tendent à être très énergétiques et à correspondre à des demi-vies très courtes ; en se rapprochant de la stabilité les radioisotopes tendent à avoir une demi-vie plus longue.
Par exemple, l'uranium 235 a 92 protons et 143 neutrons. Lors de la fission, un neutron est capturé, et quelques neutrons peuvent s'échapper directement, le reste (par exemple, 92 protons et 142 neutrons) se répartissant entre deux radioisotopes. Mettons par exemple qu'ils se répartissent l'un avec 39 protons et 60 neutrons (yttrium 99) et l'autre avec 53 protons et 82 neutrons (iode 135), les chaînes de désintégrations de ces deux produits de fission seront alors :
| Nucléide | Demi-vie          |
| -------- | ----------------- |
| 99Y      | 1,470(7) s        |
| 99Zr     | 2,1(1) s          |
| 99mNb    | 2,6(2) min        |
| 99Nb     | 15,0(2) s         |
| 99m2Mo   | 0,76(6) µs        |
| 99m1Mo   | 15,5(2) µs        |
| 99Mo     | 2,7489(6) d       |
| 99mTc    | 6,0058(12) h      |
| 99Tc     | 211 100 ± 1 200 a |
| 99Ru     | stable            |

| Nucléide | Demi-vie    |
| -------- | ----------- |
| 135I     | 6,57(2) h   |
| 135Xe    | 9,14(2) h   |
| 135Cs    | 2,3(3)E+6 a |
| 135Ba    | stable      |